# Дорищи
Дорищи — деревня в Окуловском муниципальном районе Новгородской области, относится к Берёзовикскому сельскому поселению.

## Население
В 2002 — 5.
| 2010 | 2012 |
| ---- | ---- |
| 5    | ↗9   |

## Географическое положение
Деревня расположена на Валдайской возвышенности, на западном берегу озера Заозерье, в 3,5 км к северу от трассы Крестцы—Окуловка—Боровичи и озера Перетно, в 4 км к юго-западу от деревни Заозерье, в 5 км к юго-западу от ж/д станции Заозерье, в 10 км к северо-западу от центра сельского поселения — села Берёзовик, в 15 км к северо-востоку от съезда «Малый Борок» с М11, и в 16 км к западу от города Окуловка.

## Археология
У озера Заозерье следы культур каменного века, есть также находки с V века, у деревни Дорищи — сопки (см. культура сопок), в 2007 году у Дорищ, Забродья и Снарево найдены керамика раннего железного века, относящаяся к дославянскому населению и древнейшему этапу славянского заселения района озера.

## Топонимика
Происхождение ойконима Дорищи и связного с ним гидронима Дорка в различных источниках, причём применительно именно к этим топонимам, трактуется либо — слегка возвышенная местность, поросшая строевым лесом в виде отдельных рощ или место, где уничтожен лес, очищен от исходной растительности, выдраны кустарники.

## История
В 1495 Дорищи (2 двора, 2 обжы) была монастырской деревней Хутынского монастыря, находилась в Полищском погосте Деревской пятины Новгородской земли.
В 1776—1792, 1802—1918 деревня Дорищи находилась в Крестецком уезде Новгородской губернии. С начала XIX века — в образованной Заозерской волости Крестецкого уезда с центром в деревне Заозерье.
Из описания Заозерской сельской общины 1789 года следует, что крестьяне называли себя «экономическими». Это название отождествляется со словом «государственные». В старину они были подарены своими господами монастырю Варлаама Хуторинского, что в Новгороде; затем отобраны правительством, как они выражаются, «под экономию», отсюда название «экономические». Землей владеют по владенной записи.
До освобождения крестьян деревни Заозерье, Дорище, Забродье, Наволок, Нездрино, Рашутино, Коржава, Мехновичи, Байва и несколько собственников, откупившихся от своих господ, составляли одно Забродское сельское правление. Забродское, Зацевское  и др. сельские правления составляли Ляховскую волость (Ляховы – деревня с 200 душ).
Деревня Дорищи отмечена на карте Крестецкого уезда 1788(64-й, 65-й листы). На картах 1792, 1794 указано название Дориново.
Встречается на специальной карте Западной части России Шуберта 1826—1840 годов
В 1885 г. статистический ежегодник Новгородского губернского земства сообщал, что население деревни Дорищи включало в себя 185 человек - 88 мужчин и 97 женщин на 36 домохозяйств (чуть больше 5 человек на домохозяйство).
По данным переписи 1882 г. было 33 домохозяйства, работников мужчин (18-60 лет) было 54 человека, полуработников (12-18 лет) - 5, неработников мужчин (до 12 и старше 60 лет, а также калек из работников) - 25 человек.
Женщин было побольше: работниц - 55, полуработниц - 6, неработниц - 21 человек.
В деревне было 6 грамотных мужчин.
О занятости жителей местными (не далее 30 верст) промыслами: 52 земельных мужчины занимались выпасом, заготовкой дров, были чернорабочими; 3 безземельных мужчины и 3 женщины - были чернорабочими и занимались поденной работой.
Среди отхожих (далее 30 верст) промыслов: 2 мужчин - пожарные и ремесленные работы, 2 женщины - услужение и проституция. На заработки преимущественно уходили в Санкт-Петербург.
В Дорищах была на тот момент 1 мельница и 1 кузница. Торговых и промышленных заведений в деревне не было (в соседней деревне Заозерье был кабак).
Деревня за 1881 год дала в казну 1007 руб. сборов (соседние деревни Забродье и Заозерье - примерно по 1270 руб). На сегодняшние деньги Дорищи приносили казне около 1,6 млн руб. (чуть более 100.000 современных рублей в месяц).
К Дорищам относили 89 десятин (примерно 90 га) земли, купленной до 1861 г. (до отмены крепостного права). Кроме этого в аренде у жителей было 29 десятин (примерно 30 га) земли, за которые они платили 166 руб. в год. (по современным меркам - это около 270.000 руб).
В Дорищах из 36 домохозяйств 28 были земельными. 23 домохозяйства имели 2-3 лошади.
Всего в Дорищах было: 81 лошадь, 111 коров, 37 овец, 21 свинья.
1 домохозяйство занималось пчеловодством, имея 6 ульев.
На один душевой надел (на одну наличную душу - крестьян-мужчин, независимо от возраста) заготавливали 45 пудов сена (около 740 кг).
В 1908 в деревне Дорищи было 43 двора и 73 дома с населением 217 человек. Имелись часовня и школа.
В 1918 центр Заозерской волости перемещён в Окуловку, а сама Заозерская волость — в образованный Маловишерский уезд Новгородской губернии. Образован Забродский сельсовет с центром в Забродье, включивший также деревни Дорищи, Заозерье, Мошниково, Борок. В 1924 Заозерская волость переименована в Окуловскую.
В 1927—1963 Забродский сельсовет находился в Окуловском районе. На 1927 год в д. Дорищи насчитывалось 203 человека.
В 1963 Забродский сельсовет упразднён. В 1963—1965 Дорищи — в Варгусовком сельсовете Окуловского сельского района. В 1965 Дорищи и деревни бывшего Забродского сельсовета вошли во вновь образованный Берёзовикский сельсовет вновь образованного Окуловского района.

## Транспорт
Ближайшая ж/д станция «Заозерье» находится в 5 км от деревни Дорищи.